# Sándor Kőrösi Csoma

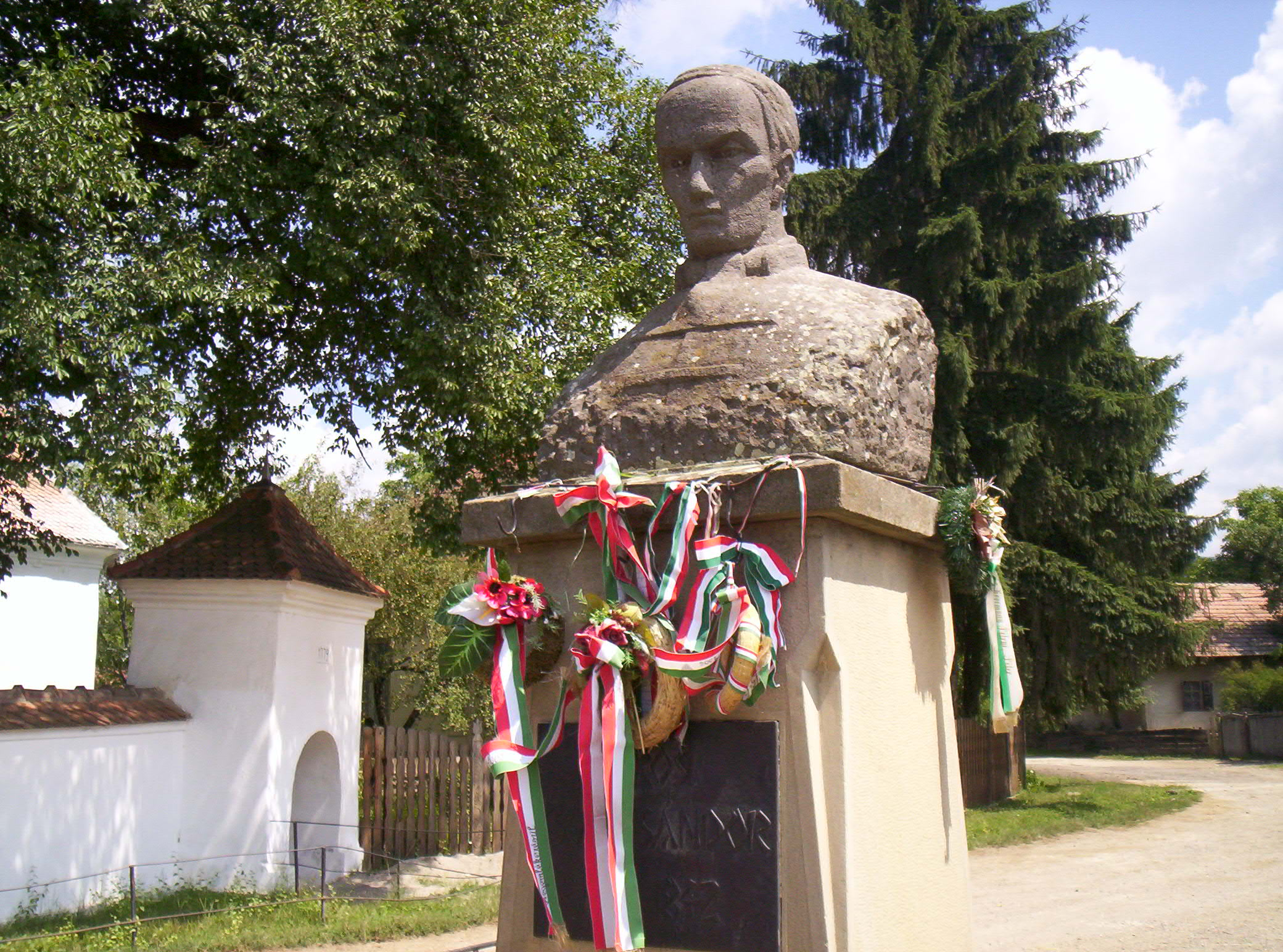
Památník v místě rodiště

Sándor Kőrösi Csoma (27. března 1784 Chiuruș, Rumunsko – 11. dubna 1842 Dárdžiling) byl maďarský filolog a orientalista, autor prvního tibetsko-anglického slovníku a gramatiky. Tibetštinu studoval v Ladaku, své práce napsal v Kalkatě. Bývá považován za jednu ze zakladatelských postav tibetianistiky.